# آتینا
آتینا (به فرانسوی: Attignat) یک کمون در فرانسه است که در Canton of Montrevel-en-Bresse واقع شده‌است.

## خصوصیات
آتینا ۱۸٫۶۹ کیلومترمربع مساحت و ۲٬۶۶۲ نفر جمعیت دارد.